# Lindsay De Vylder
Lindsay De Vylder (Wetteren, 30 de mayo de 1995) es un deportista belga que compite en ciclismo en las modalidades de pista y ruta.
Ganó tres medallas en el Campeonato Mundial de Ciclismo en Pista, en los años 2022 y 2024, y una medalla de plata en el Campeonato Europeo de Ciclismo en Pista de 2021.

## Medallero internacional
| Campeonato Mundial | Campeonato Mundial      | Campeonato Mundial | Campeonato Mundial |
| Año                | Lugar                   | Medalla            | Competición        |
| ------------------ | ----------------------- | ------------------ | ------------------ |
| 2022               | Saint-Quentin (Francia) | Medalla de bronce  | Madison            |
| 2024               | Ballerup (Dinamarca)    | Medalla de oro     | Ómnium             |
| 2024               | Ballerup (Dinamarca)    | Medalla de plata   | Madison            |
| Campeonato Europeo |                         |                    |                    |
| Año                | Lugar                   | Medalla            | Competición        |
| 2021               | Grenchen (Suiza)        | Medalla de plata   | Madison            |